# ديفيد جي. هارتويل
ديفيد جي. هارتويل (بالإنجليزية: David G. Hartwell)‏ هو محرر وصحفي أمريكي، ولد في 10 يوليو 1941 في سالم في الولايات المتحدة، وتوفي في 20 يناير 2016 في بلاتسبورغ في الولايات المتحدة.